# ドメニコ・カンパニョーラ
ドメニコ・カンパニョーラ（Domenico Campagnola、1500年頃 - 1564年）はイタリアの画家、版画家、彫刻家。

## 略歴
ヴェネツィアで生まれたと考えられている。おそらくドイツ人の両親から生まれて孤児となった後、画家、版画家のジュリオ・カンパニョーラの養子になった。1516年にカンパニョーラが没した後、ベネツィアの美術出版社を継承し、有力な出版社に発展させた。1520年頃にパドヴァに移った。パドヴァの教会の装飾画などで知られる。

## 作品

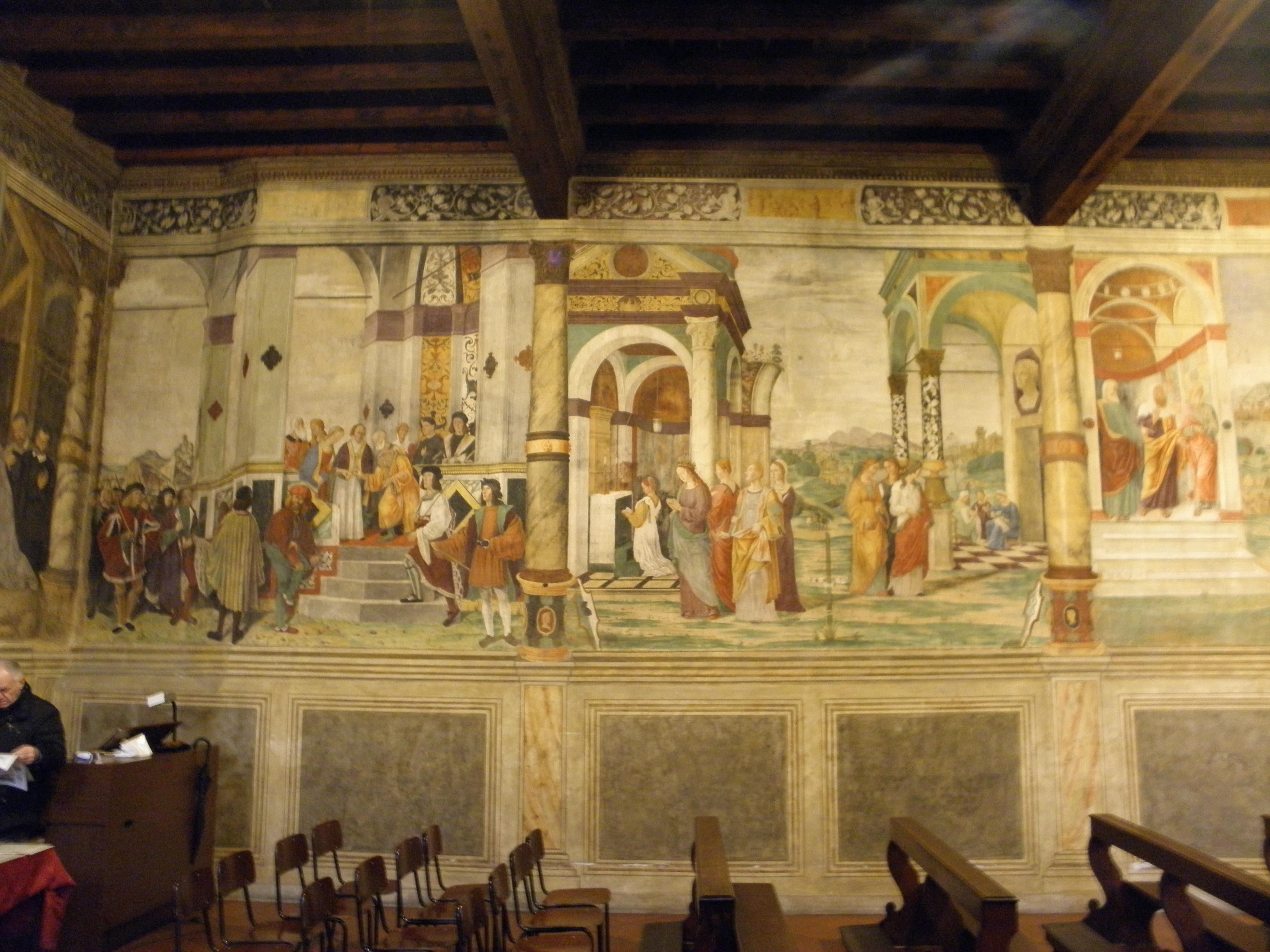
パドヴァのカルミネ教会の壁画
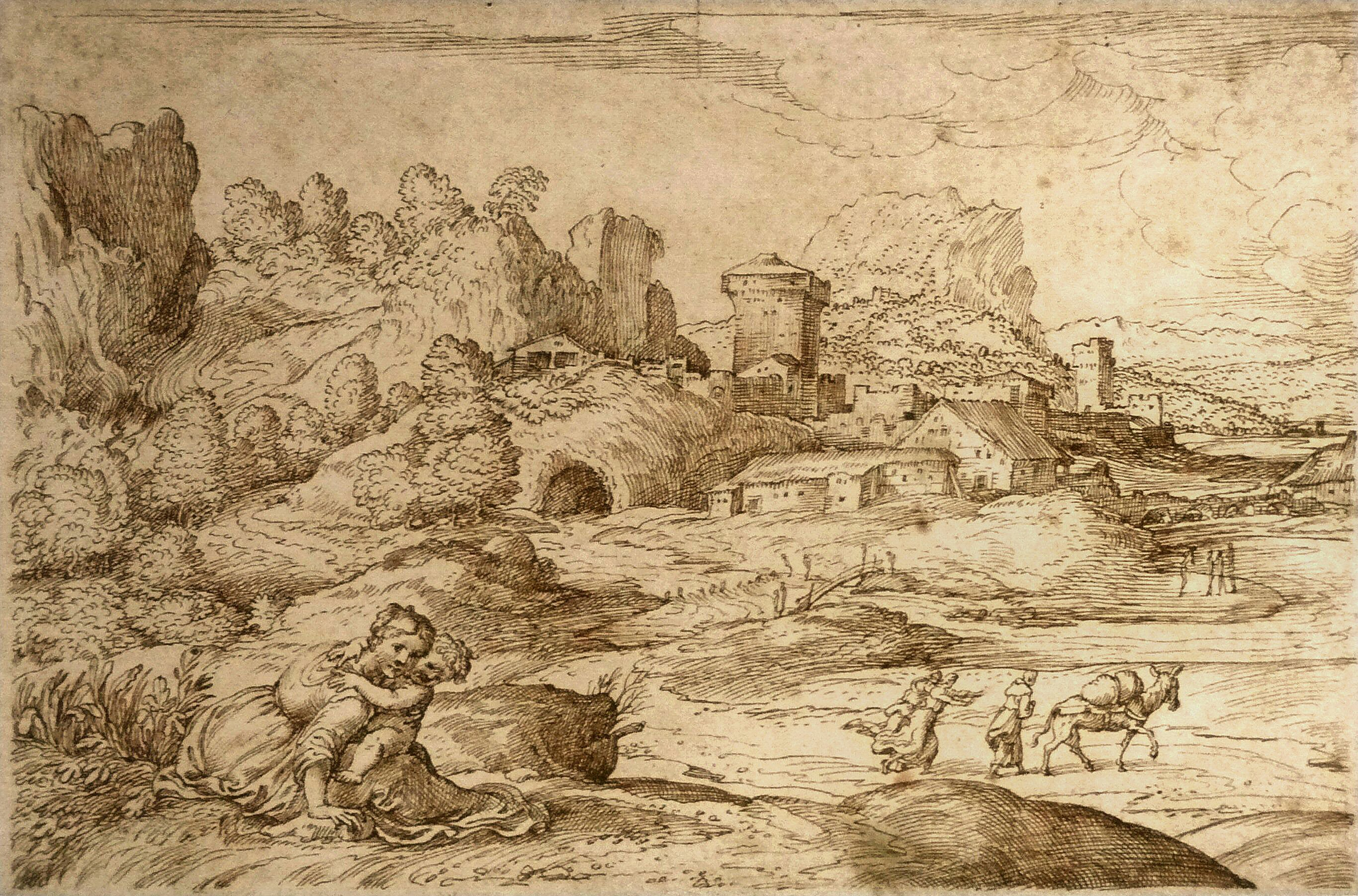
版画